# 한복현
한복현(1982년 12월 11일 ~ )은 대한민국의 성우로 2010년 한국방송 성우극회 공채 35기로 입사했다.

## 학력
- 중앙대학교 연극영화학과

## 특이사항
그의 아버지는 같은 KBS 12기 원로성우 한상덕이다.

## 출연작품

### TV 애니메이션
- 슈퍼트론 - 타라칸, 티란
- 꼬마기차 추추 (KBS) - 함박이
- 그린세이버 (SBS) - 돈조
- 핀과 제이크의 어드벤처 타임 (카툰네트워크) - 제이크(나중)
- 헬로 카봇 (KBS) - 댄디
  - 헬로 카봇 리턴즈 (SBS) - 댄디 X
- 몬스터 근무일지 (디즈니+) - 제임스 P. 설리반
- 3인의 기사 (디즈니+) - 펠드레이크
- 일하는 세포 (애니맥스) - 기억 T세포, 장염 비브리오
- 포켓몬스터 (투니버스, KBS 키즈, 재능TV) - 오닉스
- 디지몬 고스트 게임 (재능TV) - 샤우진몬, 에이션트스핑크스몬

### 극장판 애니메이션
- 겨울왕국 - 한스 왕자의 경호원
- 도리를 찾아서 - 플루크 / 블로트
- 몬스터 대학교 - 학생
- 주토피아 - 보고 서장
- 카 3: 새로운 도전 - 리버 스캇 / 버바 휠하우스
- 모험왕 블링키 - 스플라지
- 뽀로로 극장판 공룡섬 대모험 - 킹

### 게임
- 쿠키런 킹덤 - 와일드 베리맛 쿠키

### 외화

#### 드라마
- 삼국지 (KBS) - 장포
- 삼국지 극장판 (CHING) - 조창 (이풍)
- 초한지 (KBS) - 창해군
- 리얼 휴먼 (KBS) - 막스 (크리스토퍼 와겔린)
- 천사의 손길 (PBC)
- 닥터후 50주년 스폐셜 (KBS) - 큐레이터(톰 베이커), 장군(켄 본즈), 자이곤/달렉(니콜라스 브릭스)
- 닥터후 시즌 7 (KBS) - 웨블리(제이슨 왓킨스)
- 닥터후 시즌 8 (KBS) - 퀘일(로저 애쉬튼-그리피스)
- 닥터후 시즌 9 (KBS) - 피셔 킹(코리 테일러)

#### 영화
- 다빈치 코드 (KBS) - 레미 장 (쟝 이브스 베르텔릇) / 소피의 아빠(폴 허버트)
- 미션 임파서블: 로그네이션(KBS) - 야닉(옌스 훌텐)
- 캐리비안의 해적 (KBS) - 핀텔 (리 아렌버그)
  - 캐리비안의 해적 2 (KBS) - 핀텔 (리 아렌버그) / 군인(베리 맥이보이)
  - 캐리비안의 해적 3 (KBS) - 핀텔 (리 아렌버그)
- 마이 걸 (KBS) - 아서 (안소니 R. 존스)
- 더 레이디 (KBS) - 알렉스 (조나단 우드하우스)
- 작은 아씨들 (KBS) - 존 브룩 (에릭 스톨츠)
- 버틀러: 대통령의 집사 (KBS) - 엘드릿지 허긴스 (모 맥레) / 얼 게인즈 (데이빗 배너) / 15세 세실 (아믈 아민)
- 스테이트 오브 플레이 (KBS) - 로버트 빙햄 (마이클 베레시) / 도널드 벨 (해리 레닉스) / 행크(마이클 웨스톤)
- 콘스탄트 가드너 (KBS) - 아널드 블룸 (휴버트 콘드)
- 에반 올마이티 (KBS) - 유진(조나 힐)
- 패딩턴 (KBS) - 파스투조 삼촌 (마이클 갬본) / 지하철 경비원(스티브 오람)
- 언터처블: 1%의 우정 (KBS) - 경찰(벤자멩 바로쉬) / 드리스의 친구
- 써로게이트 (KBS) - 바비(데빈 라트레이) / 경찰
- 티벳에서의 7년 (KBS) - 산악 대원(톰 라우다슐)
- 상하이 나이츠 (KBS) - 보안관(맷 힐) / 시장(콘스탄틴 그레고리)
- 그린 존 (KBS) - 곤잘레스(폴 리엑호프)
- 인피니트(KBS) - 코빅(요하네스 하우쿠르 요한네손)
- 미녀와 야수 - 아르크 박사(정신병원 원장)

### 라디오 드라마
연속낭독 (KBS 3라디오)
- 2012.08.23 ~ 2012.09.22 우종영 <게으른 산행 2> (낭독)

소설극장 (KBS 3라디오)
- 2010.02.08 ~ 2010.03.13 김원일 <마당 깊은 집> (아저씨 / 장정)
- 2010.03.26 ~ 2010.04.01 윤대녕 <탱자> (완도 사람)
- 2010.04.06 ~ 2010.04.10 윤대녕 <고래등> (노인)
- 2010.04.20 ~ 2010.04.24 윤대녕 <마루 밑 이야기> (가게주인)
- 2010.05.24 ~ 2010.05.29 박완서 <친절한 복희씨> (남편)
- 2010.05.31 ~ 2010.07.23 현기영 <지상에 숟가락 하나> (외할아버지 / 장사)
- 2010.07.24 ~ 2010.08.27 박민규 <삼미 슈퍼스타즈의 마지막 팬클럽> (프로복음 목소리 / 금광옥 / 모툼바 모켐베 외)
- 2010.08.28 ~ 2010.09.01 F. 스콧 피츠제럴드 <벤자민버튼의 시간은 거꾸로 간다> (포병대 대령)
- 2010.09.04 ~ 2010.09.08 F. 스콧 피츠제럴드 <낙타 엉덩이> (곡마단장)
- 2010.09.10 ~ 2010.09.16 F. 스콧 피츠제럴드 <리츠칼튼 호텔만 한 다이아몬드> (하인 / 남자)
- 2010.09.10 ~ 2010.09.24 F. 스콧 피츠제럴드 <메이데이> (남자)
- 2010.09.25 ~ 2010.09.26 F. 스콧 피츠제럴드 <치프사이드의 타르퀴니우스> (웨셀 캑스터)
- 2010.09.26 ~ 2010.10.01 F. 스콧 피츠제럴드 <오, 적갈색 머리카락 마녀> (중년 남자)
- 2010.10.06 ~ 2010.10.06 F. 스콧 피츠제럴드 <산골소녀, 제미나> (올드핵 돌드럼)
- 2010.10.07 ~ 2010.11.13 박현욱 <아내가 결혼했다> (인아 부 / 쿨리지 / 부분 낭독 / 작은형)
- 2010.11.14 ~ 2010.12.05 이경자 <순이> (작은 아버지)
- 2010.12.06 ~ 2011.01.01 김중혁 <악기들의 도서관> (파르티타 사장 / DJ 코알라 / 뮤지카 사장 / 나 / 이더빙)
- 2011.01.02 ~ 2011.02.13 조정래 <허수아비 춤> (남회장 / 문주사)
- 2011.04.07 ~ 2011.05.21 권비영 <덕혜옹주> (순종 / 다케유키)
- 2011.09.28 ~ 2011.11.04 오세영 <북벌> (송시열)
- 2011.11.05 ~ 2011.11.14 성석제 <호랑이를 봤다> (이용원)
- 2011.11.15 ~ 2012.01.23 정유정 <7년의 밤> (형사 외)

라디오 극장 (KBS 한민족 방송) 
- 2010.02.01 ~ 2010.02.28 박범신 <풀입에서 눕다> (딜라일라 / 기사2)
- 2010.03.01 ~ 2010.03.31 이덕일 <이회영과 젊은 그들> (김산 / 이정규 / 박재혁 / 공안원 / 종군기자 / 이정규 외)
- 2010.07.01 ~ 2010.07.31 권비영 <덕혜옹주> (남자 / 김황진 동생 / 청년 / 순사 / 순종 / 사내 / 사내1 외)
- 2010.08.01 ~ 2010.08.31 김성종 <최후의 증인> (박진태 / 노인1 / 청년 / 태영 외)
- 2010.10.01 ~ 2010.10.31 진  산 <대사형> (고검웅 / 호리혈도 / 정립)
- 2010.11.01 ~ 2010.11.30 양귀자 <원미동 사람들> (순경 / 양복쟁이1 / 경호 아버지)
- 2011.01.01 ~ 2011.01.31 권현숙 <에어홀릭> (동기2 / 승마반 반장 / 남생도3 / 남생도2 / 주인 / 병사2)
- 2011.06.01 ~ 2011.06.30 천명관 <고령화 가족> (동창1 / 봉피디 / 약장수)
- 2011.07.01 ~ 2011.07.31 권현숙 <루마니아의 연인> (치과 의사 / 영사)
- 2011.08.01 ~ 2011.08.31 김탁환 <열하광인> (손무재 / 협무)
- 2012.01.01 ~ 2012.01.31 한수영 <플루토의 지붕> (용만)

라디오 독서실 (KBS 2라디오)
- 2010.04.25 김중혁 <1F/B1> (경비)
- 2010.05.23 박찬순 <발해풍의 정원> (고려인)
- 2010.06.06 배명훈 <안녕, 인공존재> (작전관)
- 2010.06.20 권정생 <몽실언니> (중년 남자)
- 2010.06.27 박조열 <오장군의 발톱> (집배원)
- 2010.08.01 김종일 <도둑놈의 갈고리> (회원1)
- 2010.08.22 채만식 <논 이야기> (이방)
- 2010.09.05 최대환 <바다위의 주유소> (직원1)
- 2010.09.19 이윤기 <손님> (어부)
- 2010.10.10 전성태 <소를 줍다> (형)
- 2010.10.31 이  상 <날개> (물장수)
- 2010.11.14 하성란 <1984년> (남동생)
- 2011.02.06 라유경 <낚시> (기사)
- 2011.04.24 백영옥 <청첩장 살인사건> (형사1)
- 2011.06.12 문순태 <그 여자의 방> (동생)
- 2011.07.03 조세희 <난장이가 쏘아올린 작은 공> (사장)
- 2011.08.21 윤영수 <문단속을 제대로 하지 않으면> (카메라맨)
- 2011.10.02 이혜경 <북촌> (J)
- 2011.10.16 심상대 <묵호를 아는가> (김기사)
- 2011.12.18 이태준 <돌다리> (사내1)
- 2011.12.25 오세혁 <크리스마스에 30만원을 만날 확률> (형사)

KBS 무대 (KBS 한민족 방송)
- 2010.02.20 황혼 블루스 (조문객2)
- 2010.02.27 내 친구, 이병수 (손님2)
- 2010.03.06 전기수傳奇, 최필의 희망가 (하인)
- 2010.03.13 아빠의 무모한 도전
- 2010.04.03 선택
- 2010.04.17 내게도 사랑이
- 2010.04.24 돌아온 봄 날 (반장)
- 2010.05.01 쌍둥이 남매
- 2010.05.08 마지막 도부꾼, 길 위에 지다 (남자)
- 2010.05.15 달의 바다 (운전수)
- 2010.06.05 도둑 갈매기 (건달2)
- 2010.06.26 끝은 희망 (구급 요원)
- 2010.07.24 파타야에서 생긴 일 (남자)
- 2010.09.11 네 번째 방 (이웃1)
- 2010.09.18 반달 송편 (택시기사)
- 2010.10.09 아빠는 출장 중 (부동산)
- 2010.10.16 헬리콥터, 날개를 접다 (경비)
- 2010.11.06 가을손님 (과장)
- 2010.11.13 침입자
- 2011.05.14 사과 꽃 (준구)
- 2011.06.18 거울 속의 나 (담임)
- 2011.06.25 나는 누구입니까? (국군1)
- 2011.07.09 아름다운 당신에게 (면접2)
- 2011.09.24 502호 그 여자 (관리소장)
- 2011.11.05 어디선가 나를 찾는 전화벨이 울리고	(판매원)
- 2011.11.26 소년의 바다 (아들)
- 2011.12.10 '이별'해 드립니다 (용필)
- 2011.12.31 해프닝 2011 (실장)
- 2012.01.28 눈길 (사장)

대한민국 경제실록 (KBS 1라디오)
- 2010.04.19 ~ 2010.07.20 제01화 IMF가 있었다 (로즈 외)
- 2010.07.21 ~ 2010.09.21 제02화 세계경영, 그 꿈과 좌절의 기록들 (대우 사장)
- 2010.09.22 ~ 2010.12.01 제03화 개발연대의 개막 (박찬연 외)
- 2011.04.21 ~ 2011.06.17 제07화 한국경제의 대동맥 경부고속도로 (인부 외)
- 2011.06.20 ~ 2011.08.16 제08화 검은 황금, 오일머니를 잡아라 (김재규 외)
- 2011.08.17 ~ 2011.10.26 제09화 서울, 고도성장의 신화 (김종필 외)
- 2011.10.27 ~ 2011.12.30 제10화 한국경제의 엔진, 자동차 (정세영)
- 2012.01.02 ~ 2012.03.02 제11화 제5공화국 경제수석실 (국장2)

다큐멘터리 역사를 찾아서 (KBS 1라디오)
- (연기)

경제를 배웁시다 (KBS 한민족 방송)
- 2010.09.21 추석특집 동화로 배우는 경제 1부 <꾀 많은 돌이> (남자)
- 2010.09.22 추석특집 동화로 배우는 경제 3부 <해상왕 장보고> (남자)

책 읽는 밤 (KBS 1라디오)
- 2011.07.12 미치오 슈스케 <방울벌레> (나)
- 2011.08.02 아서 코난 도일 <셜록 홈즈> (머스 그레이브)
- 2011.10.12 호메로스 <오디세이아> (오디세우스)

오늘의 신문 2부 (KBS 3라디오)
- 2010.11.15 ~ 2011.04.08 (기사 낭독)

KBS 한민족 방송 특별기획 5부작 <한국의 땅 독도> (KBS 한민족 방송)
- 2010.06.02 제2부 다큐 드라마 <독도, 그 섬의 역사> (어부)

KBS 라디오 특집 2부작 <까레이스키 끝나지 않은 유랑> (KBS)
- 2010.09.30 제1부 리야곱과 그의 아들들 (고려인)

특집기획 라디오 다큐멘터리, 라디오 드라마 (KBS)
- 2010.03.01 3.1절 특집 다큐멘터리 <우록리의 3.1절> (일본 병사 / 조선 병사)
- 2010.06.24 한국전쟁 60주년 특별기획 라디오 다큐멘터리 극장 <이별의 부산정거장> (박화목 외)
- 2010.06.25 한국전쟁 60주년 특별기획 <굳세어라 금순아 피난 가요로 달랜 전쟁의 상흔> (송재호의 작은형)
- 2011.11.30 KBS 안동 방송국 라디오 특집 다큐멘터리 <세계문화유산 1년, 앞으로 100년> (허도령)

### 방송
- 동물의 왕국 (KBS) - 앤드류 스태인 / 로드니 놈베카나
- 세상 끝으로의 여행 (KBS)